# Konrad II. von Raitenbuch
Konrad II. von Raitenbuch (* vor 1167; † 11. Juni 1185) war ein deutscher Adliger. Er war der 24. Bischof von Regensburg von 1167 bis 1185.
Konrad II. stammte aus dem Regensburger Dienstmannengeschlecht der Raitenbucher. Der von 1126 bis 1132 als Regensburger Bischof vorausgehende Konrad I. war sein Onkel. Josef Staber nennt als seinen Vater den Grafen Siboto I. von Neunburg und Falkenstein, den Gründer des Klosters Weyarn.
1175 fand er sich bei der erfolglosen Bestürmung der Festung Alessandria im kaiserlichen Heer. Er nahm 1179 am Dritten Laterankonzil teil. Er zählt zu den Anhängern von Papst Alexander III.